# Нокей-Лейк (тауншип, Миннесота)
Нокей-Лейк (англ. Nokay Lake) — тауншип в округе Кроу-Уинг, Миннесота, США. На 2000 год его население составило 681 человек.

## География
По данным Бюро переписи населения США площадь тауншипа составляет 93,0 км², из которых 85,8 км² занимает суша, а 7,2 км² — вода (7,72 %).

## Демография
По данным переписи населения 2000 года здесь находились 681 человек, 255 домохозяйств и 195 семей.  Плотность населения —  7,9 чел./км².  На территории тауншипа расположено 296 построек со средней плотностью 3,4 построек на один квадратный километр. Расовый состав населения: 97,94 % белых, 0,15 % афроамериканцев, 0,29 % коренных американцев, 0,44 % азиатов, 0,59 % — других рас США и 0,59 % приходится на две или более других рас. Испанцы или латиноамериканцы любой расы составляли 1,03 % от популяции тауншипа.
Из 255 домохозяйств в 36,1 % воспитывались дети до 18 лет, в 70,2 % проживали супружеские пары, в 3,5 % проживали незамужние женщины и в 23,5 % домохозяйств проживали несемейные люди. 20,8 % домохозяйств состояли из одного человека, при том 8,6 % из — одиноких пожилых людей старше 65 лет. Средний размер домохозяйства — 2,67, а семьи — 3,09 человека.
26,9 % населения — младше 18 лет, 7,3 % — в возрасте от 18 до 24 лет, 28,3 % — от 25 до 44, 24,2 % — от 45 до 64, и 13,2 % — старше 65 лет. Средний возраст — 38 лет. На каждые 100 женщин приходилось 106,4 мужчин.  На каждые 100 женщин старше 18 приходилось 104,1 мужчин.
Средний годовой доход домохозяйства составлял 35 809 долларов, а средний годовой доход семьи —  40 227 долларов. Средний доход мужчин —  32 574  доллара, в то время как у женщин — 21 875. Доход на душу населения составил 15 393 доллара. За чертой бедности находились 10,9 % семей и 12,4 % всего населения тауншипа, из которых 13,6 % младше 18 и 16,0 % старше 65 лет.